# Bussières, Loire
Bussières är en kommun i departementet Loire i regionen Auvergne-Rhône-Alpes i centrala Frankrike. Kommunen ligger i kantonen Néronde som tillhör arrondissementet Roanne. År 2022 hade Bussières 1 531 invånare.

## Befolkningsutveckling
Antalet invånare i kommunen Bussières
| Referens: INSEE |